# Борис Рикаловски
Борис Рикаловски (на македонска литературна норма: Борис Рикаловски) е политик от Югославия и Република Македония.

## Биография
Рикаловски е роден през 1940 г. в прилепското село Кривогащани. Учи в Скопския университет, а след това и в университета „Енрико Матеи“ в Милано. Създател и първи директор на рафинерията „Скопие“. От 28 юли 1988 до 16 март 1989 е член на Федералния изпълнителен комитет на Югославия (с ранг на министър). Между 20 май 1997 и 30 ноември 1998 г. е министър на икономиката на Република Македония. Печели наградата „Първи май“ на Стопанската камара на Македония за развиване на химическата и нефтената индустрия в страната. Умира на 15 септември 2010 г. в Скопие.